# Brad Halsey
Pour les articles homonymes, voir Halsey (homonymie).
Bradford Alexander Halsey, né le 14 février 1981 à Houston (Texas) et mort le 31 octobre 2014 à New Braunfels (Texas), est un joueur de baseball américain, gaucher, qui a joué au poste de lanceur pour les Yankees de New York, les Diamondbacks de l'Arizona et les Athletics d'Oakland. Il a participé à 88 matchs dans les Ligues majeures de baseball.

## Biographie
Lanceur partant des Longhorns de l'université du Texas à Austin, il remporte les College World Series 2002. Il est repêché en huitième ronde au repêchage amateur de 2002 par les Yankees de New York. Après avoir joué dans la Ligue internationale avec les Clippers de Columbus, il obtient ses premières présences avec les Yankees en juin 2004 et participe à sept matchs, remportant une victoire pour trois défaites.
Le 11 janvier 2005, Halsey est avec le lanceur droitier Javier Vázquez et le receveur Dioner Navarro échangé des Yankees aux Diamondbacks de l'Arizona en retour du lanceur gaucher étoile Randy Johnson.

### Avec les Athletics d'Oakland
Le 26 mars 2006, il est échangé à Oakland contre Juan Cruz et est intégré à l'équipe, d'abord comme releveur, puis comme lanceur partant, grâce aux blessures d'Esteban Loaiza et de Rich Harden. Le 20 mai, il lance la balle qui permet à Barry Bonds de frapper son 714e coup de circuit, égalant Babe Ruth à la seconde place historique dans cette catégorie. Au retour de Loaiza, il reprend sa place de releveur. Il termine la saison avec des statistiques de 5 victoires et 4 défaites. En 2007, il ne parvient à se tailler une place dans l'équipe des Athletics et se fait opérer de la hanche.

### Fin de carrière
Laissé libre en 2008, il signe un contrat des ligues mineures avec les Dodgers de Los Angeles en 2009, mais n'est pas retenu dans l'équipe. Il met fin à sa carrière en 2011.

### Mort
Le corps de Brad Halsey est retrouvé le 31 octobre 2014 au pied d'une falaise, sur une route rurale de New Braunfels, au Texas, le 31 octobre 2014. La mort de l'homme de 33 ans est consécutive à un trauma à la tête causé par une chute d'une trentaine de mètres. Les circonstances de cette chute ne sont pas connues et il n'a pas été déterminé si elle était ou non accidentelle. Quatre mois plus tôt, Halsey avait été découvert agissant d'une manière erratique, comportement attribuable à un problème de santé mentale. Il aurait alors affirmé à un témoin avoir dépensé un million de dollars en drogues et avoir été sous l'effet de la cocaïne lorsqu'il a accordé à Barry Bonds son 714e circuit en 2006.